# Заречное (Арзамасский район)
Заре́чное — село в Арзамасском районе Нижегородской области. Входит в состав Берёзовского сельсовета.

## География
Село располагается на левом берегу реки Тёши примерно в четырёх километрах от Арзамаса.

## История
В 1929 году в селе Ямская Слобода образована сельскохозяйственная артель (колхоз) им. Сталина. На заседании президиума Арзамасского районного Совета (протокол от 16 апреля 1931 года № 10) было принято решение о переименовании села Ямская Слобода в Сталино. В 1962 году указом Президиума Верховного Совета РСФСР № 72 село переименовано в Заречное.
С мая 1935 года в течение всего лета в селе проживал А. П. Гайдар. Здесь он начал писать рассказ «Хорошая жизнь», позже переименованный в «Голубую чашку».

## Население
| 1999 | 2002 | 2010 |
| ---- | ---- | ---- |
| 82   | ↘53  | ↗72  |

## Церкви
В селе две церкви:
- Троицы Живоначальной. Не действует. Престолы: Троицы Живоначальной. Год постройки: 1834.
- Архангела Михаила. Не действует. Престолы: Михаила Архангела. Год постройки: 1784.

Пейзаж Заречного
Вид на Заречное
Дорога в Заречное
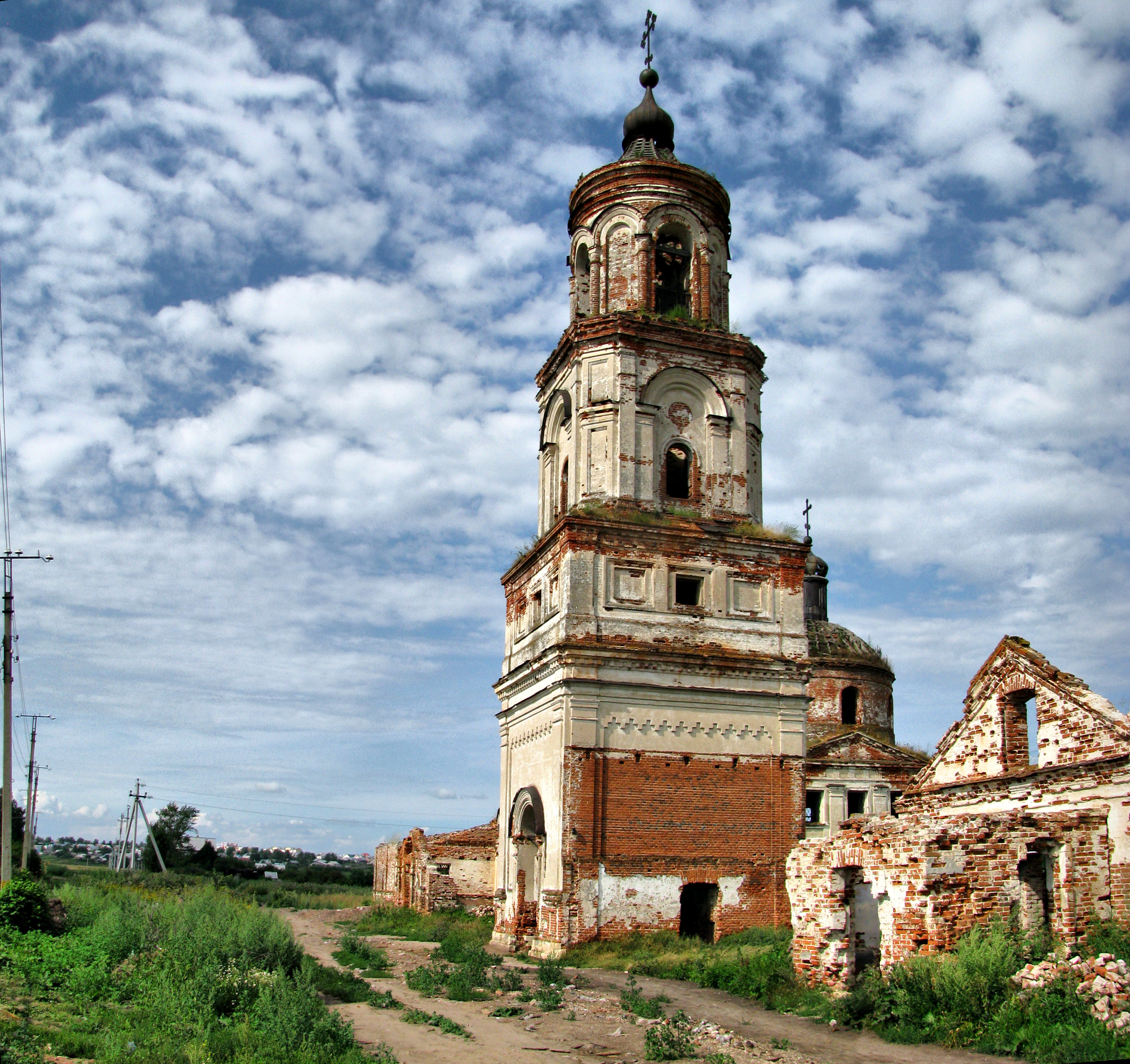
Колокольня
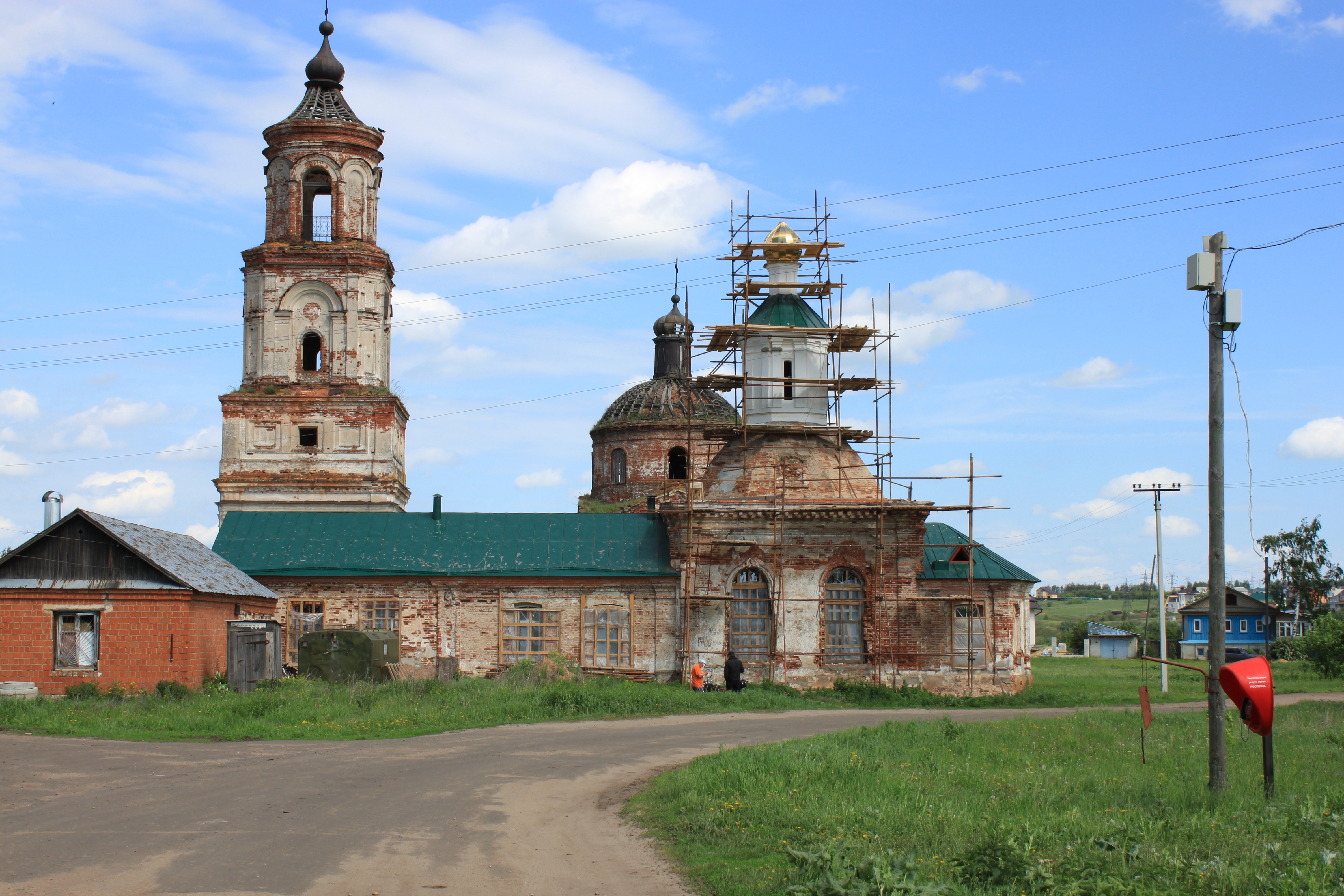
Церковь Архангела Михаила
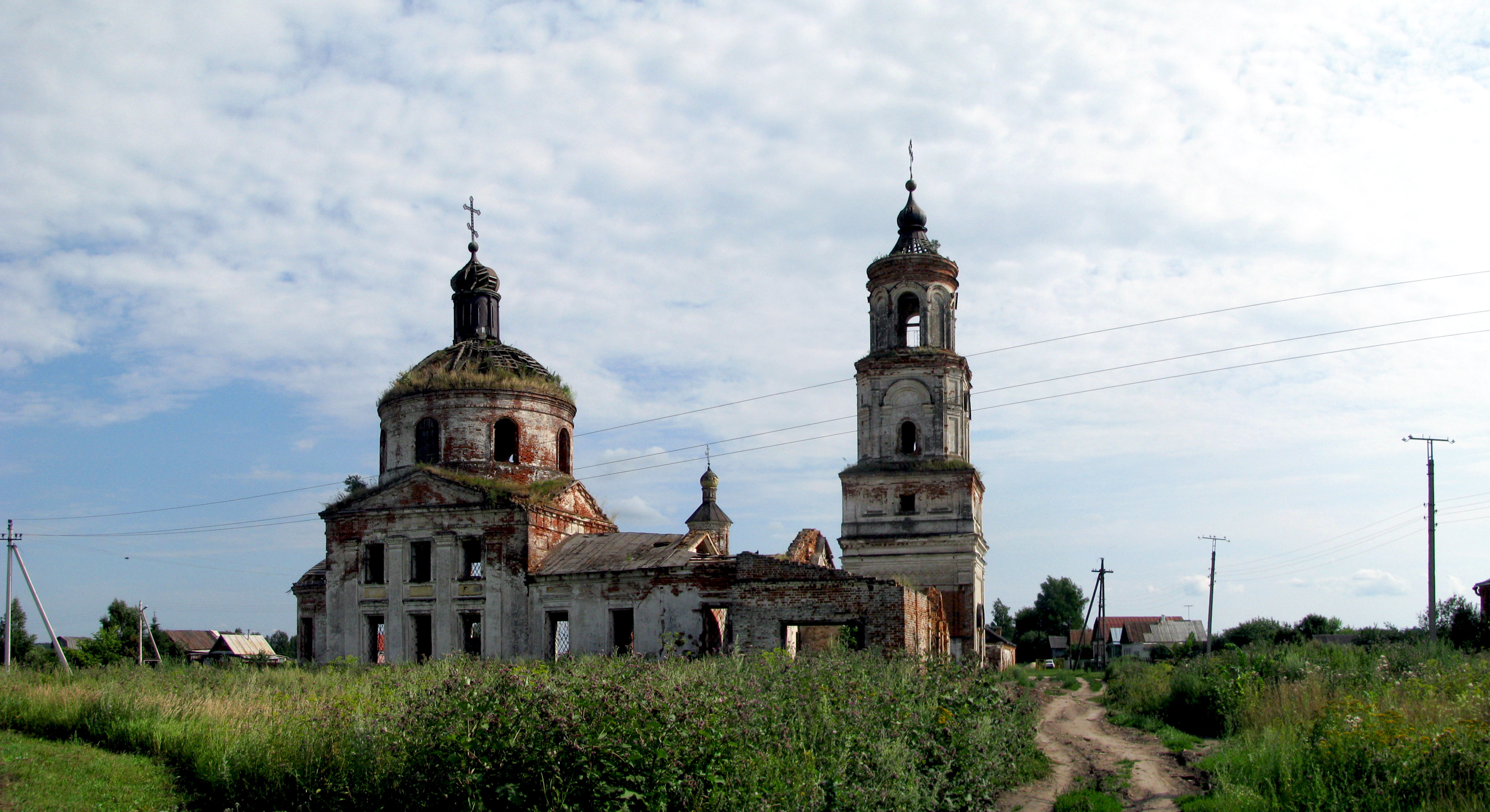
Церковь Троицы Живоначальной
Ансамбль церквей в Заречном, Арзамасский район